# Santuario di Jesús Nazareno de Atotonilco
Il santuario di Jesús Nazareno de Atotonilco è un edificio religioso situato nella piccola località di Atotonilco, nello stato messicano di Guanajuato.
Importante attrazione turistica locale nonché meta di numerosi pellegrinaggi, il santuario viene considerato uno dei migliori esempi di architettura barocca in Messico.
Fa parte dei patrimoni dell'umanità dell'UNESCO.

## Storia
La costruzione della struttura, in gran parte progettata dall'architetto Luis Felipe Neri, risale al 1740, anno a partire dal quale vennero costruite la facciata, la navata principale e le cappelle annesse. La costruzione dell'edificio terminò nel 1776, ma fu necessario un periodo di oltre trent'anni per dipingere le pareti interne.
Durante gli anni novanta, a causa della sua condizione di trascuratezza, l'edificio entrò a far parte dei monumenti protetti dal WMF, venne promosso dall'organizzazione non profit locale Adopte una Ombra de Arte e vennero effettuati lavori di restauro, finanziati, fra gli altri, dall'American Express e dal governo locale.
Dal 2008 è entrato a far parte dei patrimoni dell'umanità dell'UNESCO, in coppia con la città di San Miguel de Allende.

## Descrizione
Il santuario si trova a circa 14 km dalla città. È costruito in stile barocco, ed ornato da opere d'arte dello stesso stile. Include, al suo interno, uno schema di murali, sculture e opere intarsiate in argento.
Il complesso è formato da una grande chiesa e da numerose cappelle. Questi edifici sono stati decorati da un nativo del posto, Miguel Antonio Martínez de Pocasangre, con opere ad olio e murales.
Secondo l'UNESCO:
Nell'edificio è presente una statua lignea, El Señor de la Columna, che viene considerata autrice di miracoli.

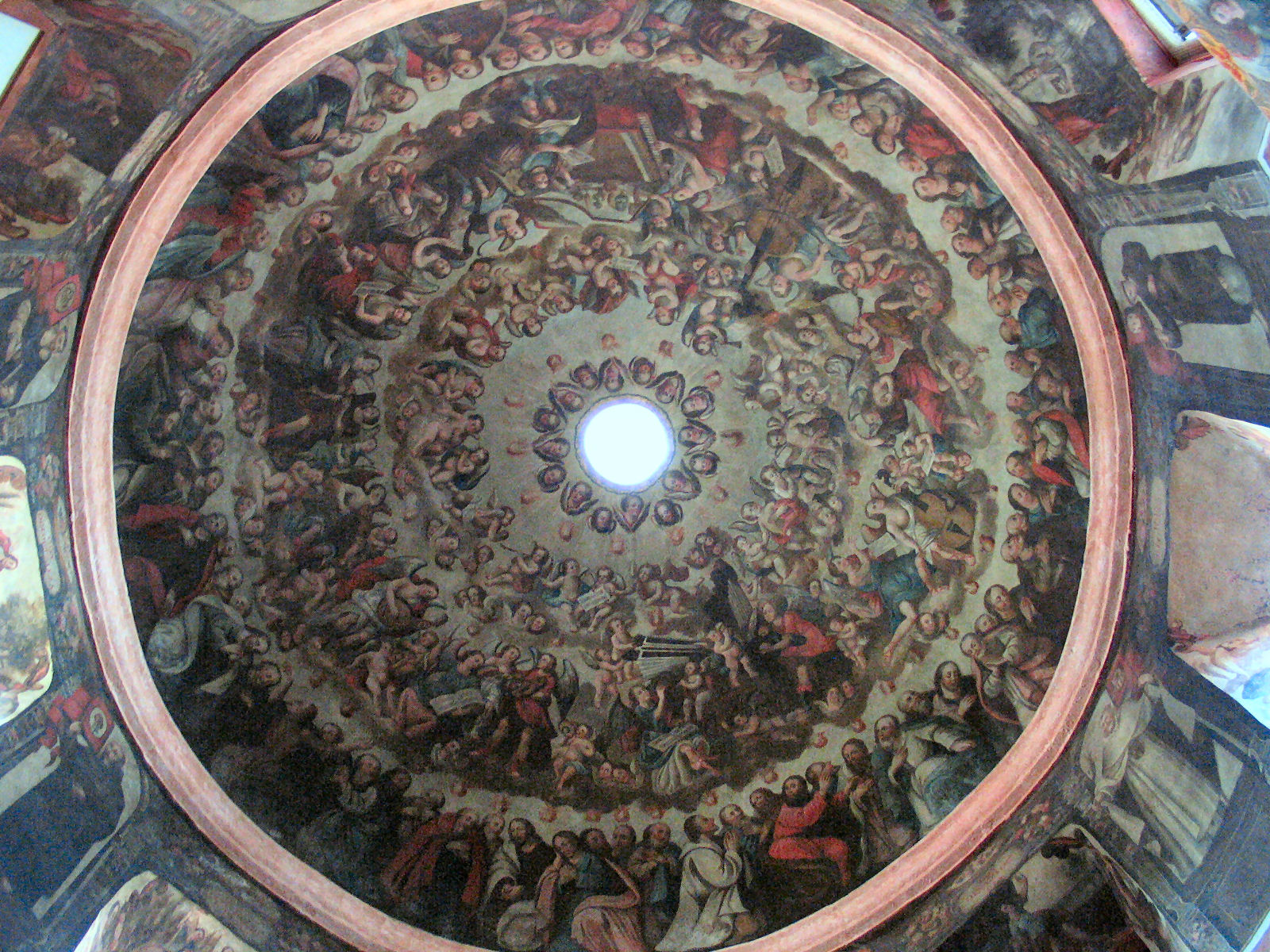
Cupola.
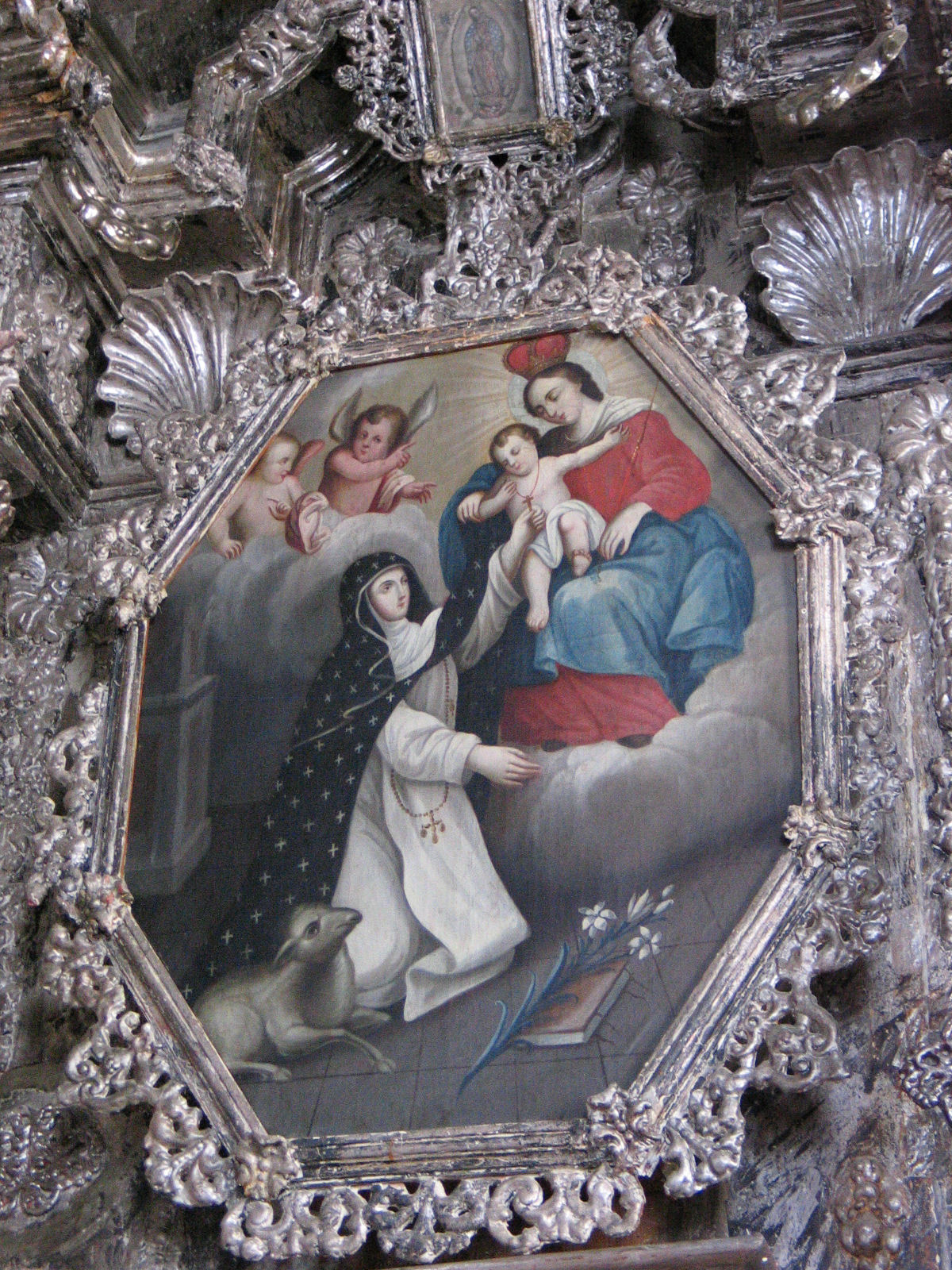
Affreschi.
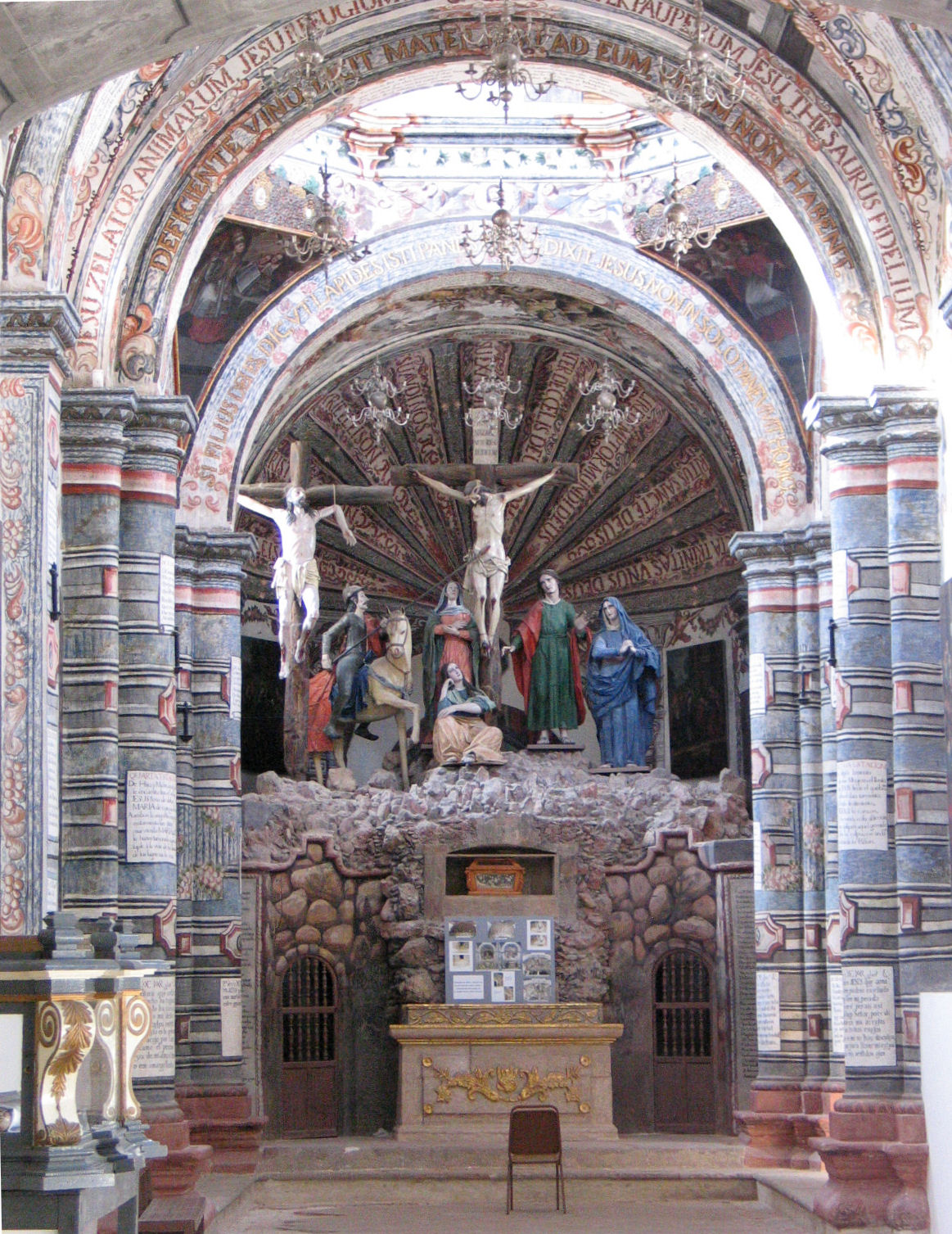
Santo Sepolcro.
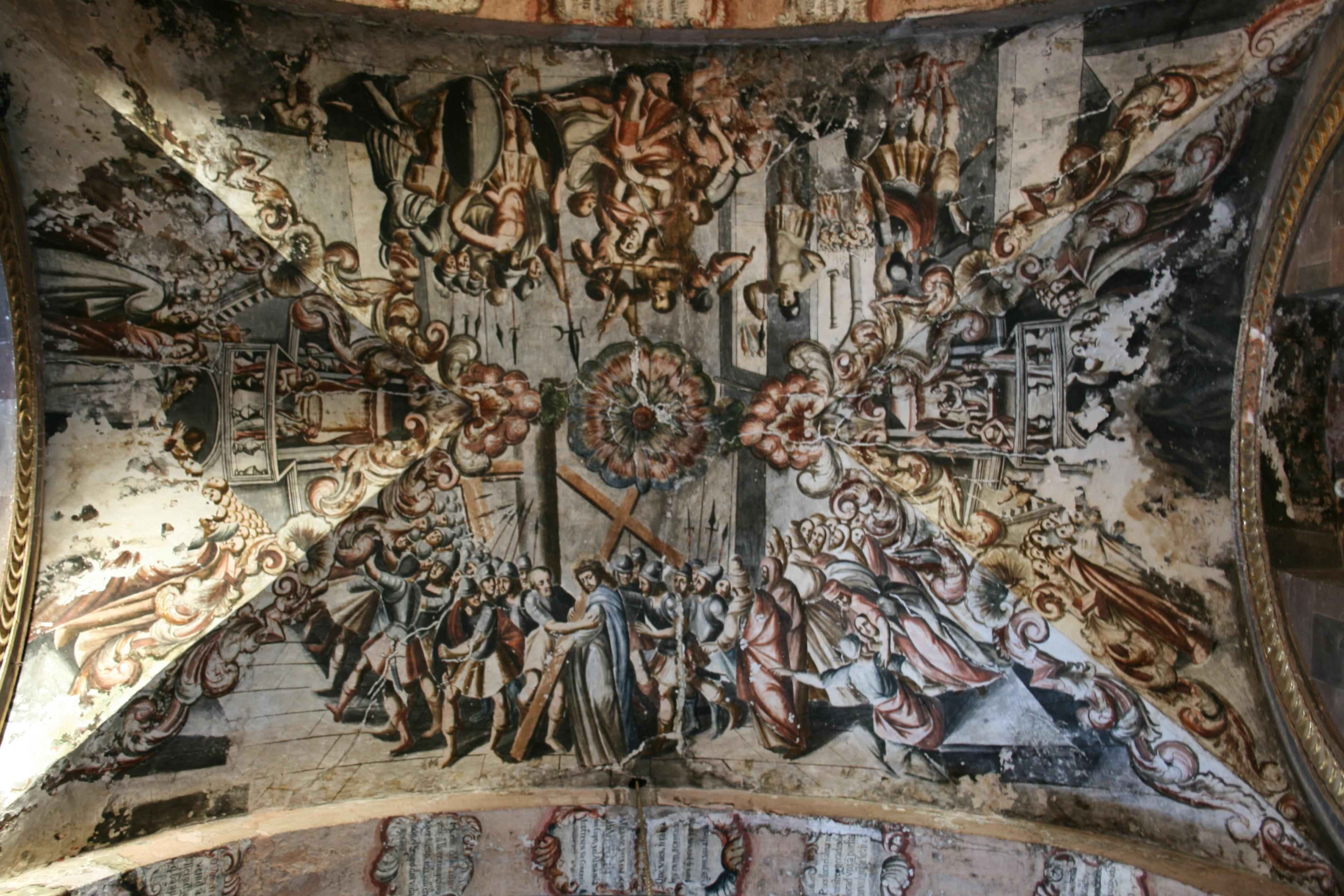
Navata centrale.
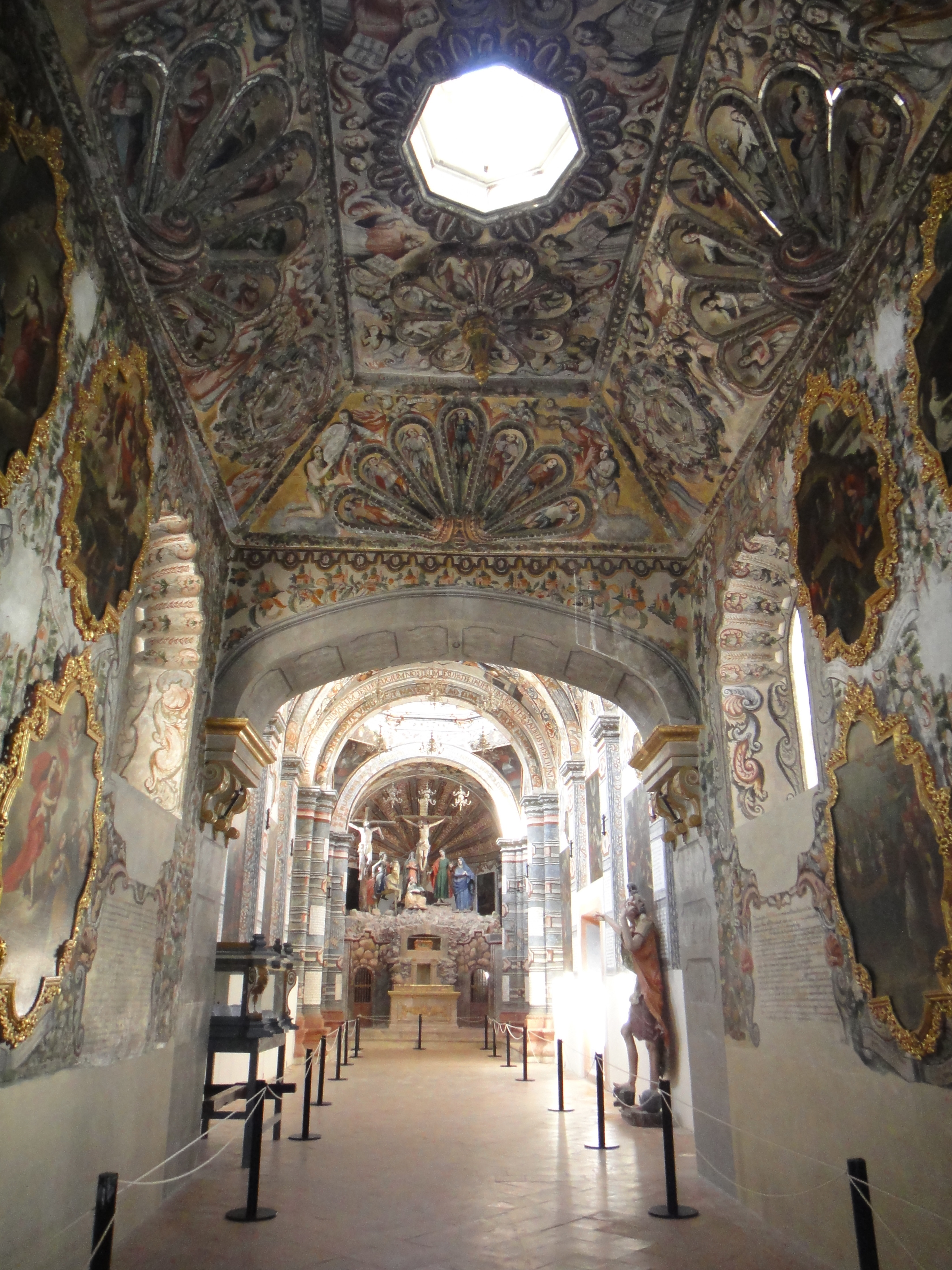
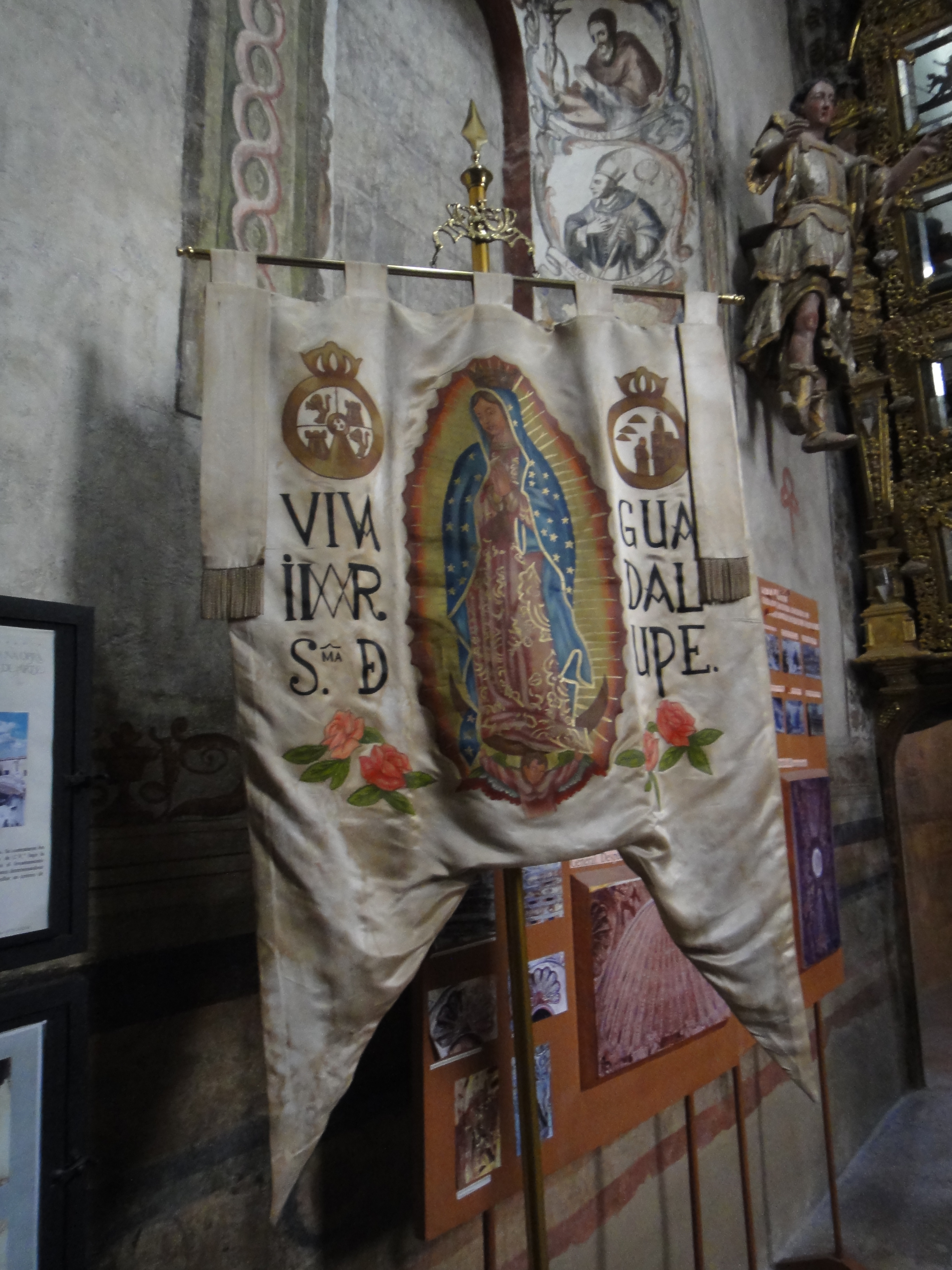